# Rhagodima nigrocincta
Rhagodima nigrocincta es una especie de arácnido  del orden Solifugae de la familia Rhagodidae.

## Distribución geográfica
Se distribuye por India.